# NEC社会起業塾
NEC社会起業塾（NECしゃかいきぎょうじゅく）は、日本電気株式会社（以下、NEC）とNPO法人ETIC.が2002年より実施している社会起業家育成を目的としたプラットフォーム。
2002年度から両団体のパートーナーシップによって始まった。2007年よりIIHOE・人と組織と地球のための国際研究所の川北秀人が塾長。

## 塾の概要
塾は約半年間のプログラムで、塾生は公募が行われ、プレゼンテーション等の選考により、個人またはグループをNECとETIC.が選抜する。経営指導やコーチング、合宿研修、アドバイスなどを行い、法人等の設立に向けた基盤整備、事業計画の戦略性・実現性を高めるため、起業家やNPO経営者を招いての仮想理事会設置を後押しするなど、中間支援を行っている。

## 社会起業塾イニシアティブ
NEC社会起業塾が基盤として2010年「社会起業塾イニシアティブ」が設立された。ETIC.が事務局となり、下記3つの社会起業塾を統括している。2010年からのNEC社会起業塾の公募・選抜は社会起業塾イニシアティブを通して行われることになった。
- NEC社会起業塾
- 横浜社会起業塾（横浜市が出資・支援）
- 花王社会起業塾（花王株式会社が出資・支援）

## 塾出身の主な社会起業家・団体
- 駒崎弘樹 -  NPO法人フローレンス
- 小沼大地 -  NPO法人クロスフィールズ
- 今村久美 -  NPO法人カタリバ
- 村田早耶香・青木健太・本木恵介 -  NPO法人かものはしプロジェクト
- 山本繁 -  NPO法人NEWVERY
- 宮治勇輔 -  株式会社みやじ豚
- 西本千尋 -  株式会社ジャパン・エリア・マネジメント
- 福井佑実子 -  株式会社プラスリジョン
- 岩切準 -  NPO法人夢職人
- 小野邦彦 -  株式会社坂ノ途中
- 森山誉恵 -  NPO法人3keys
- 大木洵人 -  シュアールグループ